# Sargochromis
Genre
Sargochromis est un genre de poissons appartenant au sous-ordre des Labroidei, qui compte aussi des familles comme les Pomacentridés (Poisson clown) ou les Scaridés (Poisson perroquet).

## Liste des espèces
Selon FishBase (3 fev. 2016) :
- Sargochromis carlottae (Boulenger, 1905)
- Sargochromis codringtonii (Boulenger, 1908)
- Sargochromis coulteri (Bell-Cross, 1975)
- Sargochromis giardi (Pellegrin, 1903)
- Sargochromis greenwoodi (Bell-Cross, 1975)
- Sargochromis mellandi (Boulenger, 1905)
- Sargochromis mortimeri (Bell-Cross, 1975)
- Sargochromis thysi (Poll, 1967)